# Eselsburg (Lohra)
Die Eselsburg ist eine abgegangene Höhenburg auf einer 294 m ü. NN hohen Bergkuppe 500 Meter nordwestlich des Ortsteils Rollshausen der Gemeinde Lohra im Landkreis Marburg-Biedenkopf in Hessen.
Vermutlich wurde die Burg im 12. Jahrhundert von den Herren von Rollshausen, die 1256 im Urkundenbuch der Deutschordensballei Hessen als de Rolshusen erwähnt wurden, als deren Stammsitz erbaut. Von der ehemaligen Burganlage sind keine eindeutigen Überreste erhalten. 